# Microregione di Purus
Purus è una microregione dello Stato di Amazonas in Brasile, appartenente alla mesoregione di Sul Amazonense.

## Comuni
Comprende 3 municipi:
- Canutama
- Lábrea
- Tapauá